# Hiver 54, l'abbé Pierre
Hiver 54, l'abbé Pierre je francouzský životopisný historický film z roku 1989, který režíroval Denis Amar, v hlavních rolích s Lambertem Wilsonem a Claudií Cardinalovou, o kruté zimě roku 1954, dramatu o bezdomovcích a akci Abbé Pierra. S podobným námětem vznikl film Les Chiffonniers d'Emmaüs již v roce 1955.

## Děj
V zimě roku 1954, kdy teplota na dlouhou dobu klesla pod -15 °C, se Abbé Pierre, bývalý odbojář a bývalý poslanec za Mouvement républicain populaire, zahájil celostátní mediální výzvu k sociální solidaritě na pomoc chudým a bezdomovcům, kterým hrozilo, že zemřou zimou. Tím začalo jeho „Povstání dobra“.
Jeho poselství, které odvysílalo Radio France a poté Radio Luxembourg, vyslyšelo obyvatelstvo, Národní shromáždění i francouzská vláda, která velkoryse reagovala na jeho výzvu a přispěla k tomu, že abbé mohl oficiálně založit 12. března 1954 asociaci Emauzy starající se o lidi bez přístřeší.

## Obsazení
| Lambert Wilson         | abbé Pierre                          |
| Claudia Cardinalová    | Hélène Larmier                       |
| Robert Hirsch          | Raoul                                |
| Antoine Vitez          | ministr vnitra Léon Martinaud-Déplat |
| Bernard Lefort         | pařížský prefekt                     |
| Laurent Terzieff       | novinář Pierre Brisson               |
| Bernie Bonvoisin       | Castaing                             |
| Stéphane Butet         | Jean                                 |
| Isabelle Petit-Jacques | Lucie Coutaz                         |
| Maxime Leroux          | poslanec Robert Buron                |
| Pierre Debauche        | ministr výstavby Maurice Letellier   |
| Wladimir Yordanoff     | senátor Charmat                      |
| Philippe Leroy         | Jacques                              |
| Éric Métayer           | Camille Chatelot                     |
| Rudy Laurent           | Léo Hamon                            |
| Sam Karmann            | Sam Rubinovitz                       |
| Jean-Marie Cornille    | četník                               |

## Ocenění
- Cena Patricka Dewaere: Lambert Wilson
- César: vítěz v kategorii nejlepší herec ve vedlejší roli (Robert Hirsch) a nominace v kategorii nejlepší herec (Lambert Wilson)